# Esenler
Esenler este un oraș din Turcia.